# Проклятые (роман)
«Проклятые» (англ. Damned) — роман американского писателя Чака Паланика, написанный в 2011 году.

## О романе
Роман «Проклятые» был написан в 2011 году и был опубликован «Jonathan Cape» 1 сентября 2011 года, а «Doubleday» 18 октября. Паланик сказал, что роман был написан, как способ борьбы со смертью его матери от рака груди в 2009 году.
Произведение было основано на структуре романа «Ты здесь, Бог? Это я, Маргарет» американской писательницы Джуди Блум, главной героиней которого тоже является маленькая девочка.
Сам автор охарактеризовал свой роман следующим образом: «Что если в „Побеге из Шоушенка“ окажется героиня „Милых костей“ и все это будет написано Джуди Блум» или "Это своего рода посиделки «Клуба „Завтрак“» в аду".
После публикации роман был встречен серией положительных отзывов.

## Сюжет
Рассказчица — это полная и интеллигентная тринадцатилетняя Мэдисон, отправленная на вечные муки. Она считает, что умерла от передозировки марихуаны, которую ей дали её богатые родители. Её мать — кинозвезда, а отец — бизнесмен. В преисподней Мэдисон со своими новыми товарищами — молодыми грешниками, которые по своим характерам напоминают героев «Клуба „Завтрак“» (то есть: «принцесса», «качок», «мозг», «бандит», соответственно роль «чудачки» остается за Мэдисон) изучает адские пейзажи, ищет Сатану и убегает от демонов. В сумасшедшем аду, созданным Чаком Палаником, снова и снова отображается «Английский пациент», валюта — это сладости, которые трудно найти, а мертвые общаются с живыми с помощью телемаркетинга. Мэдисон теперь уже навсегда маленькая мертвая девочка, но не могла бы ли она найти дорогу в Рай?
В Аду каждый день — это спектакль, написанный Сатаной, который на самом деле является автором судьбы Мэдисон и продюсирует каждый её поступок, поскольку в антимире «умирает» Бог и на его место приходит Сатана, который вершит судьбы. Сатана — это кукловод, который ведёт книгу жизни. После встречи с Сатаной девочка понимает, что весь ход её жизни, все её поступки, слова и даже мысли определены Сатаной.

## Главные персонажи
- Медисон (Медди) Спенсер — рассказчица;
- Бабетт — соседка Медди по камере в аду, старшеклассница; на самом деле казненная инквизицией девушка из XVIII века.
- Арчер — товарищ Медди по несчастью, панк;
- Леонард — второй сосед Медди по камере в аду, заучка; ученик библиотекаря, погибший в пожаре Александрийской библиотеки.
- Паттерсон — товарищ по несчастью, футболист; афинский воин, погибший в V веке до н. э.
- Горан Спенсер — приёмный брат Медди, усыновленный её родителями в какой-то стране восточной Европы;
- Эмили — подруга Медди, её ровесница, попавшая в ад позже всех остальных.